# Karl Wilke (Schauspieler)
Karl Wilke (1808 in Hamburg – 1862 ebenda) war ein deutscher Theaterschauspieler.

## Leben
Wilke war von 1830 bis 1854 einer der beliebtesten Hamburger Lokalkomiker. Sein Nachfolger am Hamburger Stadttheater war Heinrich Triebler.